# Vestfoldberge
Die Vestfoldberge sind eine Antarktische Oase mit einem Gebiet von felsigen Küstenhügeln an der Ingrid-Christensen-Küste des ostantarktischen Prinzessin-Elisabeth-Lands. Sie liegen an der Nordseite des Sørsdal-Gletschers.

## Geografie
Die Hügel sind durch drei in westliche Richtung verlaufende und durch schmale Fjorde begrenzte Halbinseln unterteilt. Die meisten der Hügel sind zwischen 30 und 90 Meter hoch, der höchste Gipfel ragt fast 160 Meter auf. Die Größe des Gebietes beträgt etwa 400 km². Sie sind eine der wenigen eisfreien Festlandregionen in der Antarktis.

## Entdeckungsgeschichte
Entdeckt wurden sie am 20. Februar 1935 durch Kapitän Klarius Mikkelsen (1887–1941) mit dem norwegischen Walfänger Torshavn. Im Nordteil wurden durch Besatzungsmitglieder erste Erkundungen durchgeführt.
Die Vestfoldberge sind nach Vestfold benannt, einem norwegischen Fylke (Region), in dem mit Sandefjord auch das Zentrum der Walfangindustrie liegt. Das Hügelgebiet und die vor der Küste liegenden Inseln wurden nach Luftfotos kartiert, die bei der Lars-Christensen-Expedition 1936/37 entstanden sind. Spätere kurze Landungen wurden 1939 durch Lincoln Ellsworth und Hubert Wilkins unternommen, im Zuge der Operation Highjump 1946/47 wurden weitere Luftfotos gemacht. 1954 und 1955 fanden durch ANARE (Australian National Antarctic Research Expeditions) weitere Landungen und konsekutive Forschung statt. Im Januar 1957 richtete diese Expedition die Davis-Station ein.

## Geologie
Die Vestfoldberge sind die zu Tage tretende Aufschlüsse des kratonisierten Vestfold-Blocks,. Seine geodynamische Evolution kann bis ins Neoarchaikum zurückverfolgt werden. Die Kratonisierung begann mit felsischen magmatischen Aktivitäten, denen intensive tektono-thermale Ereignisse folgten. Posttektonisch fand eine signifikante Krustenhebung statt.
Der Vestfold-Block besteht aus drei Hauptgesteinkomplexen, die überwiegend aus felsischen magmatischen Gesteinen bestehen. Es sind der Mossel-Gneiskomplex, Crooked Lake-Gneiskomplex sowie der Grace Lake-Granodioritkomplex. Ein vierter Gesteinskomplex wird durch die Chelnok-Suprakrustalsequenz gebildet.
Die ältesten Gesteine sind die vorwiegend mafischen granulitischen Tryne-Metavulkanite. Sie kommen in unterschiedlichen Größen in Form von kantengerundeten ellipsoiden (siehe auch →  Boudinage) Xenolithen oder tektonisch bedingten Einlagerungen im Mossel-Gneiskomplex und Crooked Lake-Gneiskomplex vor. Die Protolithe (Ausgangsgesteine) wurde anhand von Zirkonkernen und Xenolithkristallen zusammen mit der Samarium-Neodym-Methode (Sm-Nd-Methode) auf mindestens 2.800 mya datiert.
Die Chelnok-Suprakrustalsequenz lagerte sich weit verbreitet in südlichen Bereichen des Vestfold-Blocks ab. Sie bildet eine tektonische Einheit unterschiedlicher Mächtigkeit, in die der Mossel-Gneiskomplex und der Crooked Lake-Gneiskomplex eingelagert sind. Er besteht überwiegend aus unterschiedlich zusammengesetzten pelitischem Migmatiten mit Anteilen aus biotit- und granat-haltigen Gneisen. Diese Sequenz weist ein ähnliches Alter wie die Tryne-Metavulkanite auf.
Der Mossel-Gneiskomplex besteht überwiegend aus tonalitischen Orthogneisen mit geringfügigen Anteilen von Granodioriten und Graniten. Er bildete weit verbreitete geschichtete Areale aus. Dessen magmatische Protolithe weisen eine signifikante Altersverteilung von 2.526 bis 2.501 mya auf. Sie entstanden aus partiellem Aufschmelzen der Tryne-Metavulkanite.
Die Protolithe des Crooked Lake-Gneiskomplexes weisen Kristallisationsalter zwischen 2.501 und 2.484 mya auf. Er besteht vorwiegend tonalitischen, dioritischen bis monzonitischen Gesteinen. Die Magmatite intrudierten alle vorher vorherigen Ablagerungen und formten die größte Gesteinseinheit.
Die Protolithe des Grace Lake-Granodioritkomplexes weisen ein Durchschnittsalter von 2.487 mya auf.
Die erste große Deformation erzeugte zwischen 2.501 und 2.487 mya Granulit-Fazies, der die zweite Phase um 2.487 mya ebenfalls mit Ausbildung von Granulit-Fazies folgte.
Zwischen 2.477 und 1.100 mya intrudierten meist tholeiitische Dyke oder Dykeschwärme die Gesteinspakete. Sie wurden überwiegend nicht deformiert und weisen eine vorwiegend nord-südliche Orientierung auf.
Um 500 mya nahmen hornblende-biotithaltige Granite lokal im Küstenbereich Platz. Auch intrudierten alkaline Dykes und Lamprophyre.
Die geodynamische Entwicklung sowie der krustale Aufbau des Vestfold-Blocks unterscheidet sich von der angrenzenden Region der Rauer-Inseln, was darauf hindeutet, dass sie zu archaischen Zeiten nicht nebeneinander lagen. Ebenso wenig scheinen nahe gelegene archaische Terrane eine vergleichbare Chronostratigraphie mit dem Vestfold-Block aufzuweisen. Jedoch enthalten der weiter südwestlich gelegene Napier-Komplex im Enderbyland und die Ruker-Provinz der südlichen Prince Charles Mountains im Mac-Robertson-Land Gesteine ähnlichen Alters.
Der Vestfold-Block stand ursprünglich tektonisch mit dem ostindischen Singhbhum-Kraton in Verbindung, welcher durch den Mahanadi-Graben von den Ostghats getrennt wird.